# Club Deportivo Arenteiro
El Club Deportivo Arenteiro es un equipo de fútbol español de la villa de Carballino, en la provincia de Orense, Galicia. Recibe su nombre del río Arenteiro, que atraviesa el municipio. Fundado en 1958, se llamó Club Deportivo Carballiño entre 1990 y 2005. Actualmente juega en Primera Federación. 
Ha disputado siete temporadas en la tercera categoría del fútbol español, 3 en Tercera División entre 1964 y 1967, 2 en Segunda B entre 1987 y 1989, y 2 en Primera Federación desde 2023. En la temporada 2022-23 consiguió un doblete, proclamándose campeón de liga en Segunda Federación y de la Copa Federación.

## Historia
Fundado en 1958, el Arenteiro debutó en Tercera División en la temporada 1964-65 y se mantuvo tres años consecutivos en la categoría. No fue hasta 1980 cuando consiguió de nuevo el ascenso a Tercera.
En la temporada 1986-87 se proclama subcampeón del grupo I de Tercera División, por detrás del Endesa As Pontes. Gracias a la ampliación de la Segunda División B de 1 a 4 grupos la temporada siguiente, el Arenteiro consiguió el ascenso directo de categoría. La temporada 1987-88 debutó y consiguió la permanencia en Segunda B. La temporada siguiente descendió nuevamente a Tercera.
Tras el descenso de categoría, el equipo se mantuvo en la mitad de la tabla. En la temporada 1991/92 acaba en la tercera posición. En la liguilla de ascenso a Segunda B acaba tercero tras RSD Alcalá y CD Lealtad, y por delante del Atlético Astorga. En la temporada 1992/93 volvió a repetir la tercera posición en la liga. En esta ocasión tampoco consiguió el ascenso, quedando último en la liguilla de ascenso tras Real Madrid C, Zamora CF y Club Siero. La siguiente temporada descendió a Preferente.
Tras el descenso, el equipo pasó más de dos décadas entre la Preferente (la mayoría de temporadas) y la Primera Autonómica. En la temporada 2016-17 acaba la liga en Preferente en la tercera posición. Gracias al ascenso del Rápido de Bouzas a Segunda B, el Arenteiro consigue de nuevo el ascenso a Tercera División tras 23 años de ausencia en la categoría.
En la temporada 2020-21, el Arenteiro consigue ascender de categoría, 34 años después, a la recién creada Segunda División RFEF. Además, se proclamó campeón de la categoría, al vencer al Bergantiños FC, segundo clasificado.
En la temporada 21-22, ya en Segunda RFEF, el Arenteiro vence a la SD Logroñés en la primera ronda de Copa del Rey y avanza a la siguiente en la cual le tocaría el Valencia CF, donde acabaron perdiendo en su campo por 1-3 tras llevar al histórico club valenciano a la prórroga en un gran encuentro.
En la temporada 2022-23, el Arenteiro prosigue su andadura en Segunda RFEF, además logra alzarse por primera vez en su historia con un título nacional, la Copa Federación 2022-23, ganando en la prórroga por 0-2 a la UD Alzira en el propio campo de estos. En esta temporada el club carballiñés logra otra hazaña al eliminar al UD Almería en la Copa del Rey de fútbol 2022-23. Después de eliminar al UD Almería, jugó contra el Atlético de Madrid la siguiente eliminatoria perdiendo por 1-3. En el plano de la liga el Arenteiro dominó su grupo de la Segunda Federación, lo que aunado a su logro en la Copa del Rey provocó la salida de Fran Justo, quien se marchó para entrenar al CD Lugo de la Segunda División. En el lugar de Justo, el club contrató a Javi Rey, procedente del CD Barco, Rey logró continuar la buena marcha del equipo, finalmente el 16 de abril de 2023 el equipo se proclamó campeón de la Segunda RFEF y logró su ascenso a la Primera Federación tras empatar a un gol con el Ourense CF, consiguiendo un doblete y el mayor logro del Arenteiro hasta el momento.

## Estadio
El equipo juega sus partidos como local en el Estadio de Espiñedo, de césped natural y con capacidad para 2.000 espectadores. También utiliza para los entrenamientos el complejo deportivo del "Campo de A Uceira", situado en el barrio del mismo nombre. Allí disputan sus partidos las categorías inferiores del club (EMF Arenteiro) y el Sporting Carballiño.

## Datos del club
- Temporadas en 1.ª: 0
- Temporadas en 2.ª: 0
- Temporadas en 2.ª B: 3
- Temporadas en 3.ª: 19
- Mejor puesto en la liga: 8.º (1ª Federación, temporada 2023-24)
- Participaciones en la Copa del Rey: 6

| Temporada | Nivel | Categoría    | Puesto |
| --------- | ----- | ------------ | ------ |
| 1958-59   | 4     | Serie A      | 6.º    |
| 1959-60   | 4     | Serie A      | 10.º   |
| 1960-61   | 4     | Serie A      | 7.º    |
| 1961-62   | 4     | Serie A      | 2.º    |
| 1962-63   | 4     | Serie A      | 3.º    |
| 1963-64   | 4     | Serie A      | 1.º    |
| 1964-65   | 3     | 3.ª          | 12.º   |
| 1965-66   | 3     | 3.ª          | 11.º   |
| 1966-67   | 3     | 3.ª          | 16.º   |
| 1967-68   | 4     | Serie A      | 4.º    |
| 1968-69   | 4     | Serie A      | 13.º   |
| 1969-70   | 4     | Serie A      | 8.º    |
| 1970-71   | 4     | Serie A      | 18.º   |
| 1971-72   | 4     | Serie A      | 11.º   |
| 1972-73   | 4     | Serie A      | 17.º   |
| 1973-74   | 5     | 1.ª Regional | —      |
| 1974-75   | 5     | 1.ª Regional | —      |
| 1975-76   | 5     | 1.ª Regional | —      |
| 1976-77   | 4     | Serie A      | 16.º   |
| 1977-78   | 5     | Serie A      | 4.º    |
| 1978-79   | 5     | Preferente   | 13.º   |
| 1979-80   | 5     | Preferente   | 7.º    |
| 1980-81   | 4     | 3.ª          | 8.º    |
| 1981-82   | 4     | 3.ª          | 14.º   |
| 1982-83   | 4     | 3.ª          | 15.º   |
| 1983-84   | 4     | 3.ª          | 9.º    |
| 1984-85   | 4     | 3.ª          | 6.º    |
| 1985-86   | 4     | 3.ª          | 14.º   |
| 1986-87   | 4     | 3.ª          | 2.º    |
| 1987-88   | 3     | 2.ª B        | 16.º   |
| 1988-89   | 3     | 2.ª B        | 17.º   |
| 1989-90   | 4     | 3.ª          | 6.º    |

| Temporada | Nivel | Categoría      | Puesto |
| --------- | ----- | -------------- | ------ |
| 1990-91   | 4     | 3.ª            | 10.º   |
| 1991-92   | 4     | 3.ª            | 3.º    |
| 1992-93   | 4     | 3.ª            | 3.º    |
| 1993-94   | 4     | 3.ª            | 16.º   |
| 1994-95   | 5     | Preferente     | 14.º   |
| 1995-96   | 5     | Preferente     | 4.º    |
| 1996-97   | 5     | Preferente     | 8.º    |
| 1997-98   | 5     | Preferente     | 8.º    |
| 1998-99   | 5     | Preferente     | 12.º   |
| 1999-00   | 5     | Preferente     | 15.º   |
| 2000-01   | 5     | Preferente     | 14.º   |
| 2001-02   | 5     | Preferente     | 15.º   |
| 2002-03   | 5     | Preferente     | 15.º   |
| 2003-04   | 5     | Preferente     | 20.º   |
| 2004-05   | 6     | 1.ª Autonómica | 9.º    |
| 2005-06   | 6     | 1.ª Autonómica | 1.º    |
| 2006-07   | 5     | Preferente     | 15.º   |
| 2007-08   | 5     | Preferente     | 6.º    |
| 2008-09   | 5     | Preferente     | 7.º    |
| 2009-10   | 5     | Preferente     | 13.º   |
| 2010-11   | 5     | Preferente     | 19.º   |
| 2011-12   | 6     | 1.ª Autonómica | 1.º    |
| 2012-13   | 5     | Preferente     | 17.º   |
| 2013-14   | 6     | 1.ª Autonómica | 1.º    |
| 2014-15   | 5     | Preferente     | 12.º   |
| 2015-16   | 5     | Preferente     | 7.º    |
| 2016-17   | 5     | Preferente     | 3.º    |
| 2017-18   | 4     | 3.ª            | 14.º   |
| 2018-19   | 4     | 3.ª            | 13.º   |
| 2019-20   | 4     | 3.ª            | 9.º    |
| 2020-21   | 4     | 3.ª            | 1.º    |
| 2021-22   | 4     | 2.ª RFEF       | 10.º   |

| Temporada | Nivel | Categoría      | Puesto |
| --------- | ----- | -------------- | ------ |
| 2022-23   | 4     | 2.ª Federación | 1.º    |
| 2023-24   | 3     | 1.ª Federación | 8.º    |

## Palmarés

### Campeonatos nacionales
- Segunda Federación (1): 2022-23 (Grupo I).[14]
- Tercera División de España (1): 2020-21 (Grupo I).[15]
- Copa RFEF (1): 2022-23.[16]
- Subcampeón de la Tercera División de España (1): 1986-87 (Grupo I).[17]

### Campeonatos regionales
- Serie A* (1): 1963-64 (Grupo Sur).[18]
- Primera Regional de Galicia (3): 1975-76 (Grupo Orense),[19] 2005-06 (Grupo 3)[20] y 2011-12 (Grupo 3).[21]
- Copa RFEF (Fase Regional de Galicia) (1): 2022-23.[22]
- Subcampeón de la Serie A* (1): 1961-62 (Grupo Sur).[23]

### Trofeos amistosos
- Trofeo Ayuntamiento de Monforte (1): 1983.
- Trofeo Memorial Miguel Fariñas (1): 2021.[24]

### Palmarés del C. D. Arenteiro "B"
Campeonatos regionales
- Subcampeón de la Tercera Regional de Galicia (1): 2007-08 (Grupo 15).[25]

(*) Actual Regional Preferente de Galicia.